# Lý Minh Thuận
Lý Minh Thuận (sinh ngày 23 tháng 7 năm 1971) là nam ca sĩ, diễn viên điện ảnh nổi tiếng người Singapore gốc Hoa.

## Sự nghiệp
Năm 18 tuổi, anh 2 lần sang Singapore tìm kiếm vận may và sinh kế bằng số tiền dành dụm từ hồi học phổ thông và những công việc như bồi bàn, khuân vác, bán hàng... Một cơ may đến với anh khi tham gia cuộc thi tìm kiếm diễn viên Tài hoa tân tú, ban đầu đơn giản vì lý do tài chính. Bất ngờ xảy ra khi anh nhận giải Á quân cuộc thi và từ đó mở ra sự nghiệp điện ảnh.
Chỉ 2 năm sau, anh được bầu chọn vào ngôi vị Nam diễn viên chính xuất sắc nhất tại lễ trao giải điện ảnh Star Awards năm 1997 của Singapore với vai diễn trong bộ phim The Price Of Peace. 1 năm sau đó, Lý Minh Thuận tiếp tục tỏa sáng bên cạnh "ngọc nữ" Phạm Văn Phương trong bộ phim truyền hình Thần điêu đại hiệp và nhận được đề cử Nam diễn viên nổi tiếng nhất của tập đoàn giải trí MediaCorp do khán giả bình chọn.
Kể từ năm 1998 đến nay, hầu như năm nào anh cũng có mặt ở vị trí số 1, số 2 trong top 10 ngôi sao đắt giá nhất Singapore. Được xếp vào danh sách có thu nhập cao nhất Singapore, trở thành nhân vật có tiếng trong giới giải trí, nhưng anh được đánh giá là người sống giản dị, dân dã và vẫn duy trì quan hệ với những người bạn thuở hàn vi.
Ngoài vai trò một diễn viên, Lý Minh Thuận cũng tham gia sản xuất, và phát triển sự nghiệp âm nhạc. Năm 1999, anh đã thu âm một số ca khúc chính thức trong các bộ phim truyền hình của tập đoàn giải trí MediaCorp.
Năm 2005, anh đổi tên thành Lý Danh Thuận (李名順), tuy nhiên đến năm 2007 lại dùng lại tên cũ Lý Minh Thuận. Anh lập gia đình với nữ diễn viên Phạm Văn Phương ngày 29 tháng 9 năm 2009.

## Các phim đã tham gia
- Tân Ai Lang (1996)
- Nỗi ám ảnh (1996)
- Thần điêu đại hiệp (1998), vai Dương Quá
- Tìm kiếm ngôi sao (2000)
- Tiếu ngạo giang hồ (2000)
- Thanh Xà Bạch Xà (2001)
- Đại tửu điếm (2001 - 2002)
- Có tình có nghĩa (2002)
- Tình yêu thời SARS (2003)
- Truyền thuyết Hằng Nga (2003), vai Hậu Nghệ
- Như Lai thần chưởng (2004)
- Thích Từ Thặng Long/Chuyện tình ở Phi Long Thiên Trì/Long Nữ anh hùng (2005)
- Chiếc ly thần (2006)
- Phúc Lộc Thọ tam tinh báo hỷ (2006) vai Ngô Phúc Khí/Phúc Tinh
- Ái tình chiêm tuyến (2007)
- Thiếu Lâm tăng binh (2008)
- Đại hỷ sự (2009)
- Trinh sát song hùng
- Lục Tiểu Phụng I-II
- Người mẹ phi thường
- Hành động bò cạp
- Lãng quên (2012), vai La Phẩm Trung
- Săn đuổi vận may (2013), Tăng Hạo Nhân
- Thần điêu đại hiệp (2014), vai Hoàng Dược Sư

## Giải thưởng
- Giải điện ảnh Star Awards (1997,2000,2011)
- Á quân Tài hoa tinh tú 1997
- Nam diễn viên xuất sắc năm 1997
- Đề cử Nam diễn viên nổi tiếng nhất của tập đoàn giải trí MediaCorp do khán giả bình chọn trong phim Thần điêu đại hiệp
- 10 Nam diễn viên hấp dẫn và tài năng nhất Singapore 2006
- Cặp đôi Màn ảnh được Yêu thích tại Star Awards 2011